# エマニュエル・カレッジ (ケンブリッジ大学)
エマニュエル・カレッジ（Emmanuel College）は、ケンブリッジ大学を構成するカレッジの一つである。エリザベス1世治世下の財務大臣を務めたウォルター・マイルドメイ卿によって1584年に設立された。 
エマニュエル・カレッジの卒業生・フェローのノーベル賞受賞者には、ロナルド・ノリッシュ、ジョージ・ポーター（化学、1967）、フレデリック・ホプキンスがいる 。

## 歴史

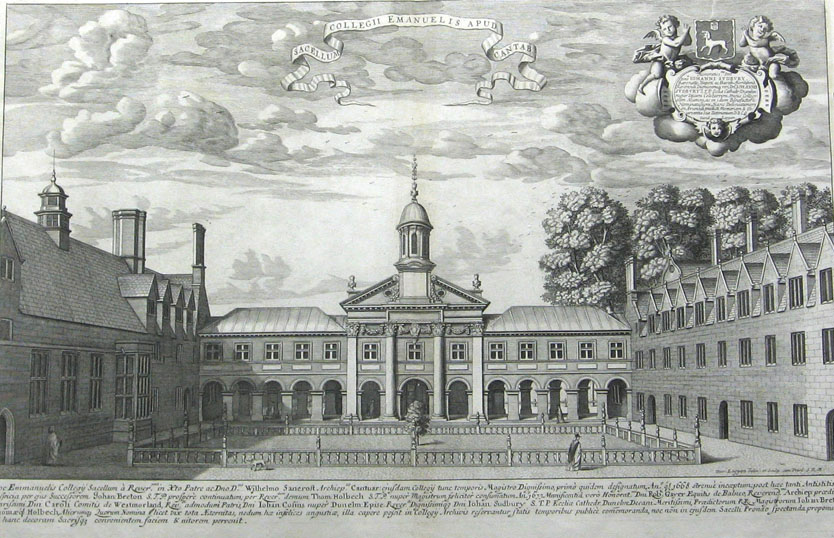
チャペル正面、1690年

エマニュエル・カレッジは、 エリザベス1世治世下の財務大臣 (Chancellor of Exchequer)であったウォルター・マイルドメイ卿によって1584年に設立された。カレッジの敷地は1238年に設立されたドミニコ会の修道院が存在していた場所であり、修道院時代の建物も現存している。 
エマニュエル・カレッジは英国国教会の説教師を養成する学校として設立された。これは、ピューリタンの愛情で知られるプロテスタンティズムの著名な信奉者であった創設者マイルドメイが追求した目的そのものであった。
エマニュエル・カレッジの初期の卒業生にはアメリカ大陸に移住した者も多い。1630年代にニューイングランド地方に移住したイギリス人の約三分の一はエマニュエル・カレッジの卒業生であり、その中には、ハーバード大学の創設に関与したジョン・ハーバードも含まれる。そのため、現在でもハーバード大学との交流が続いており、成績優秀者には学費全額支給で一年間の留学が認められている。 
1979年に初めて女子学生を受け入れた 。

## 建物と敷地
カレッジの敷地はセント・アンドリューズ・ストリートに面するケンブリッジ市街地の中心部に位置している。

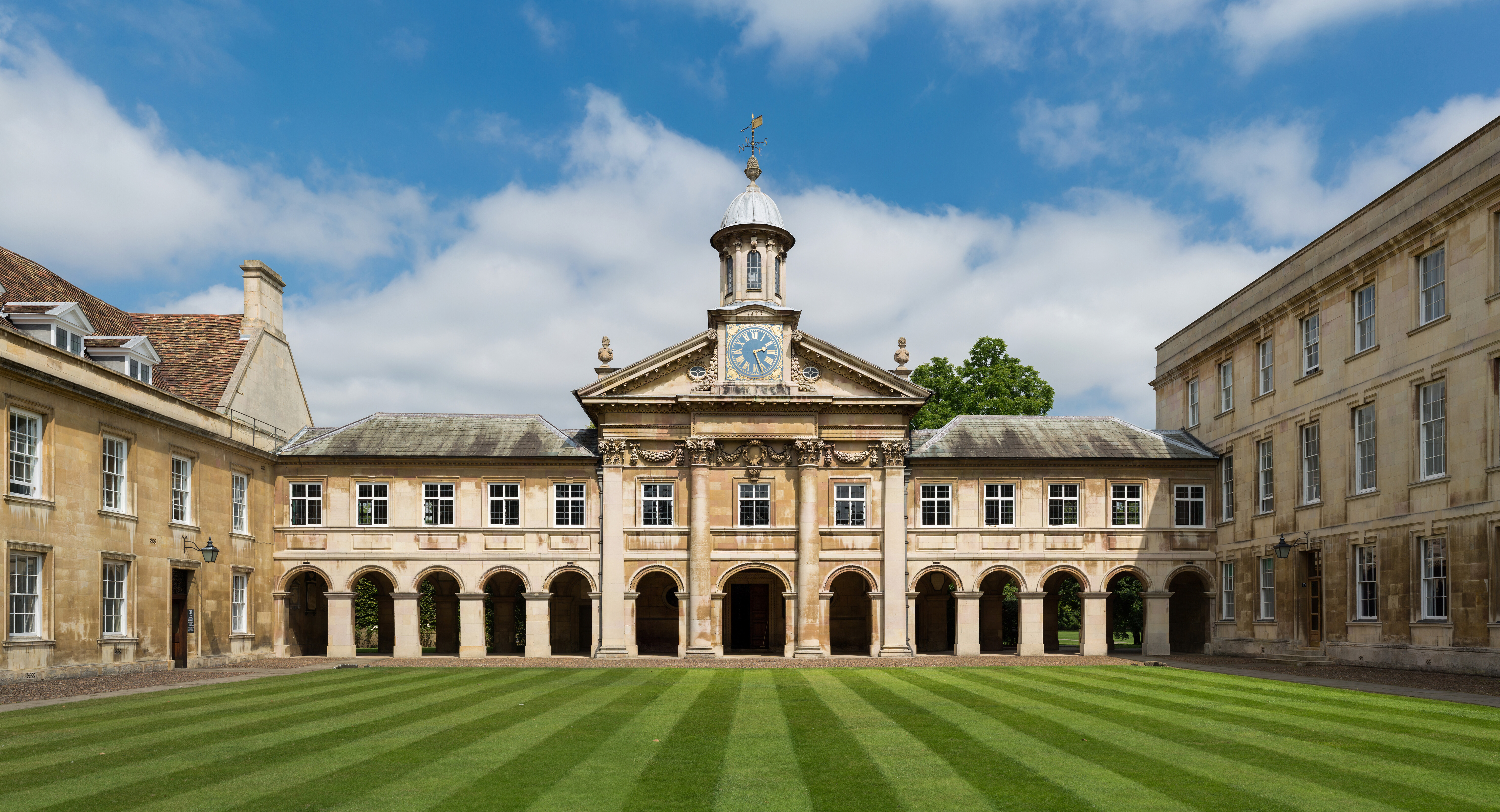
フロント・コート
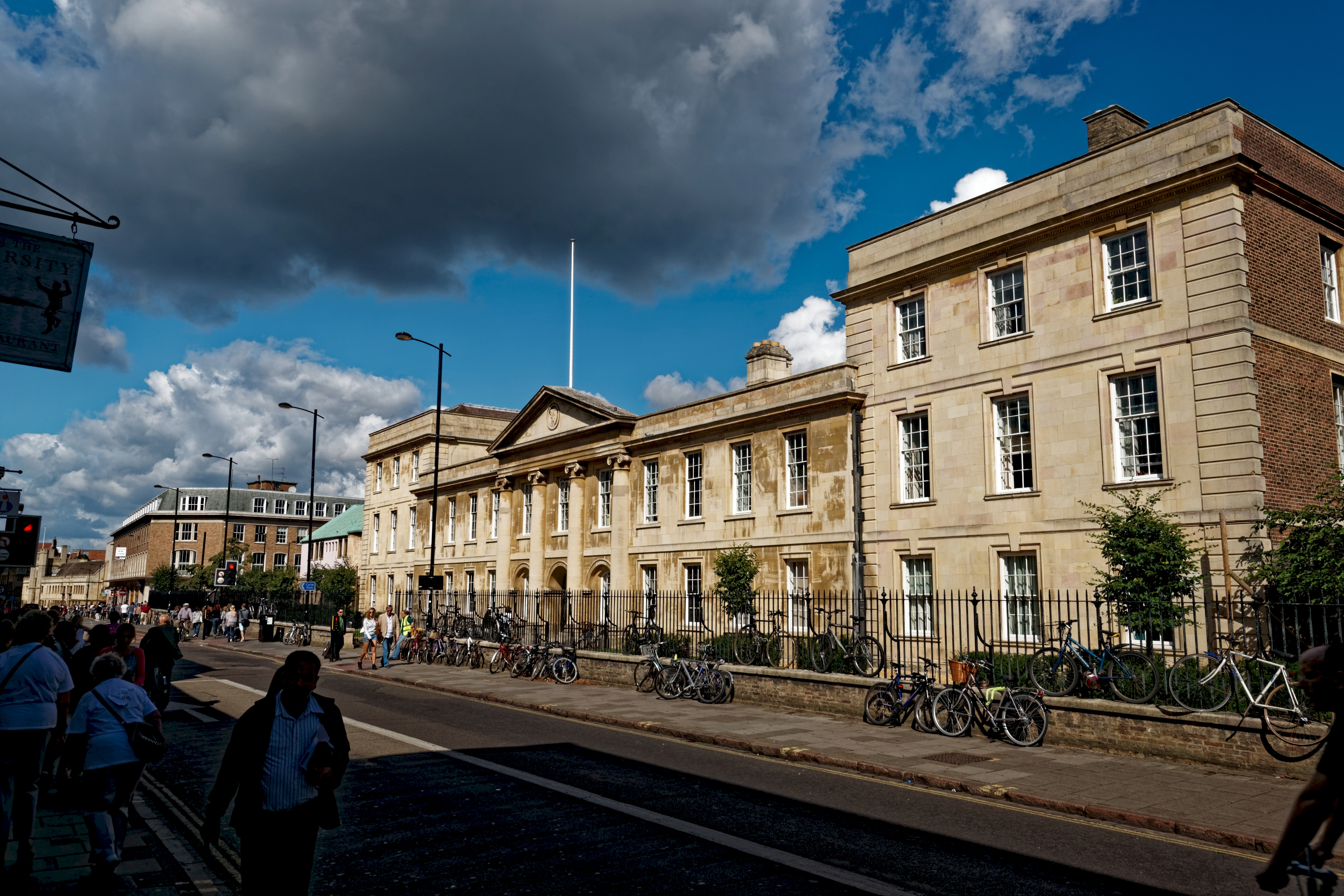
カレッジ正面
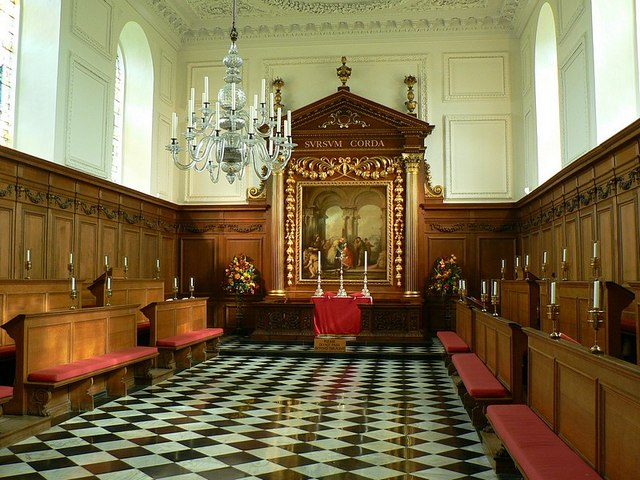
クリストファー・レンの設計によるチャペル
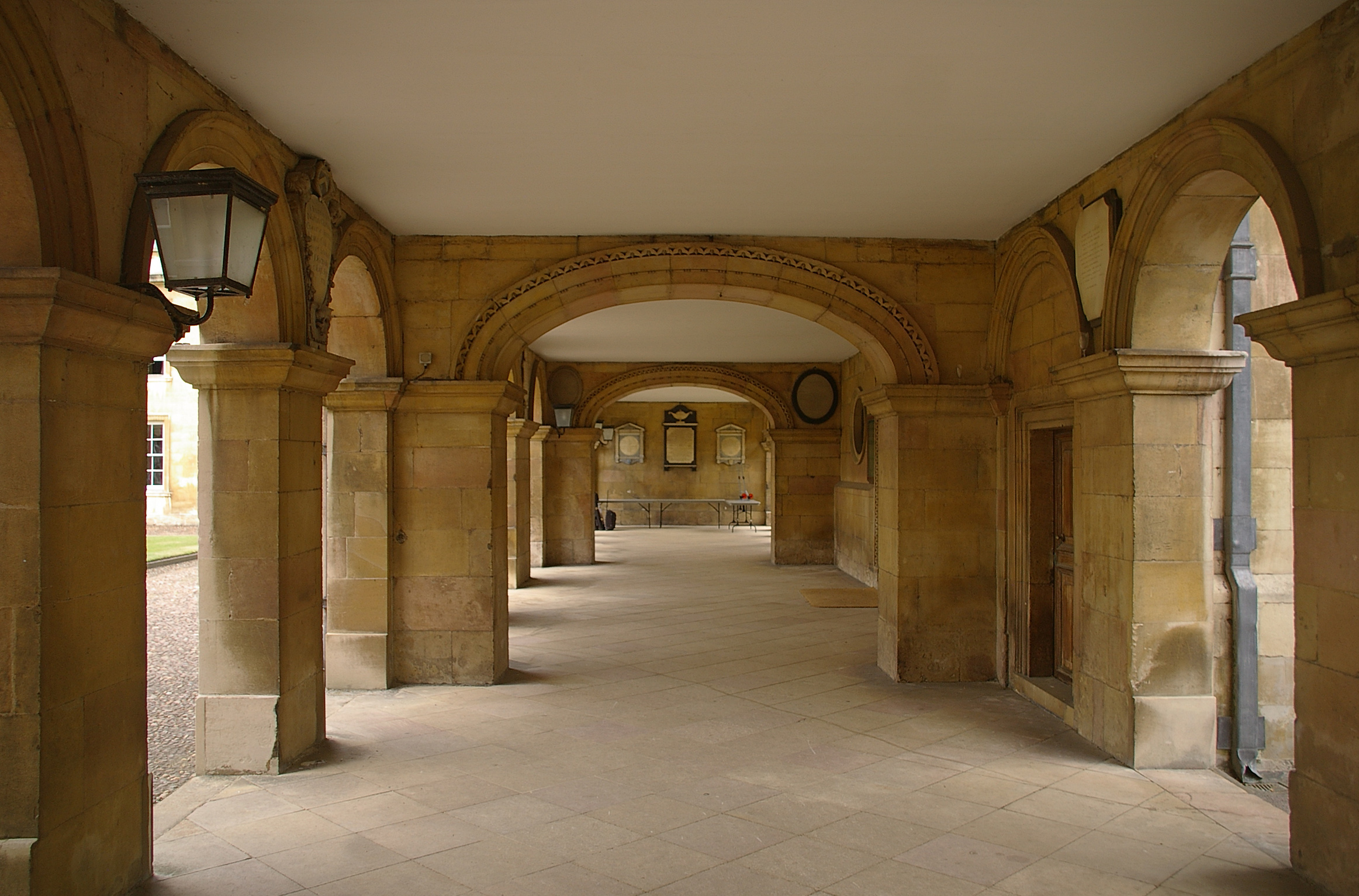
チャペル前の回廊
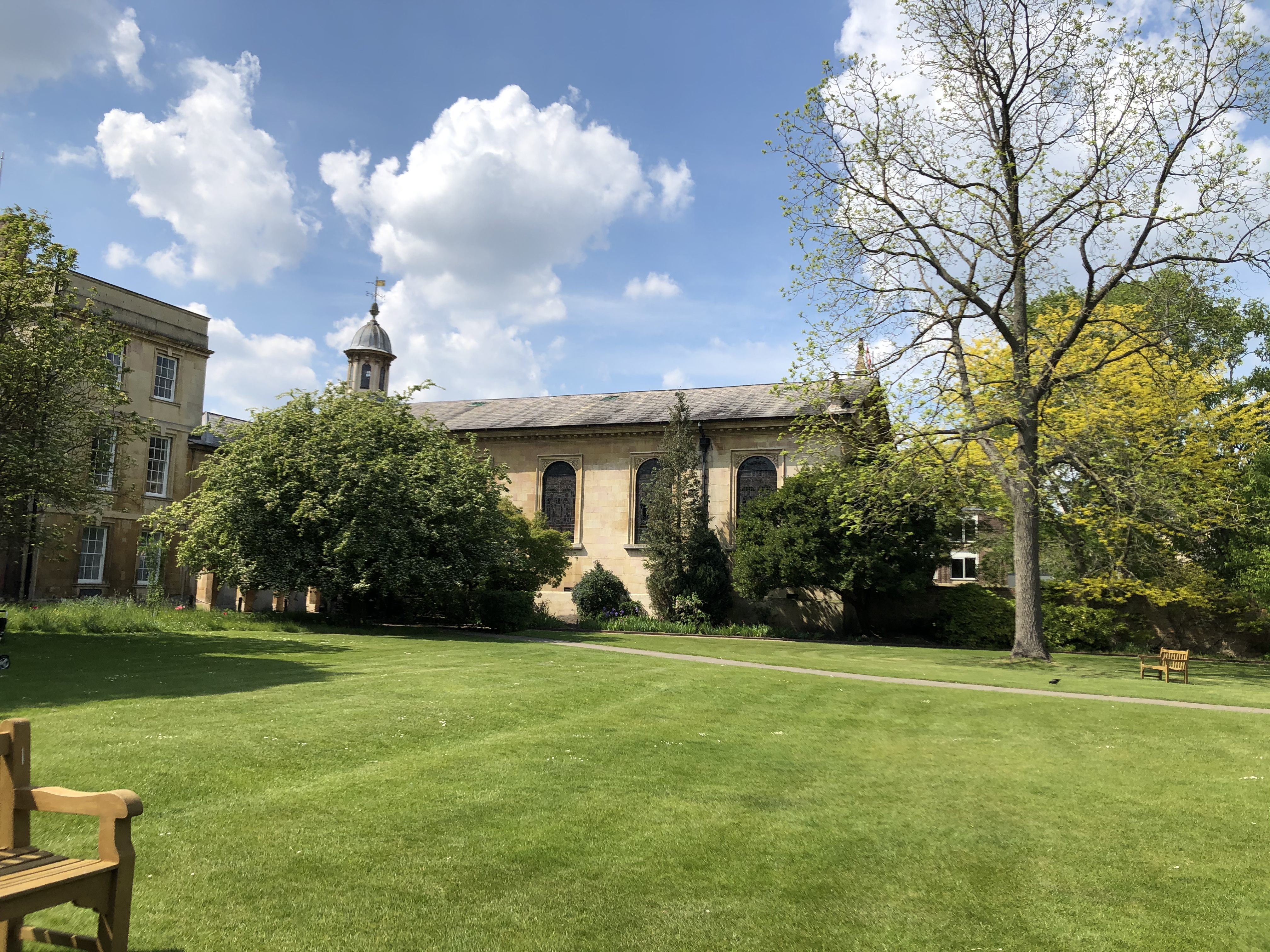
チャペル
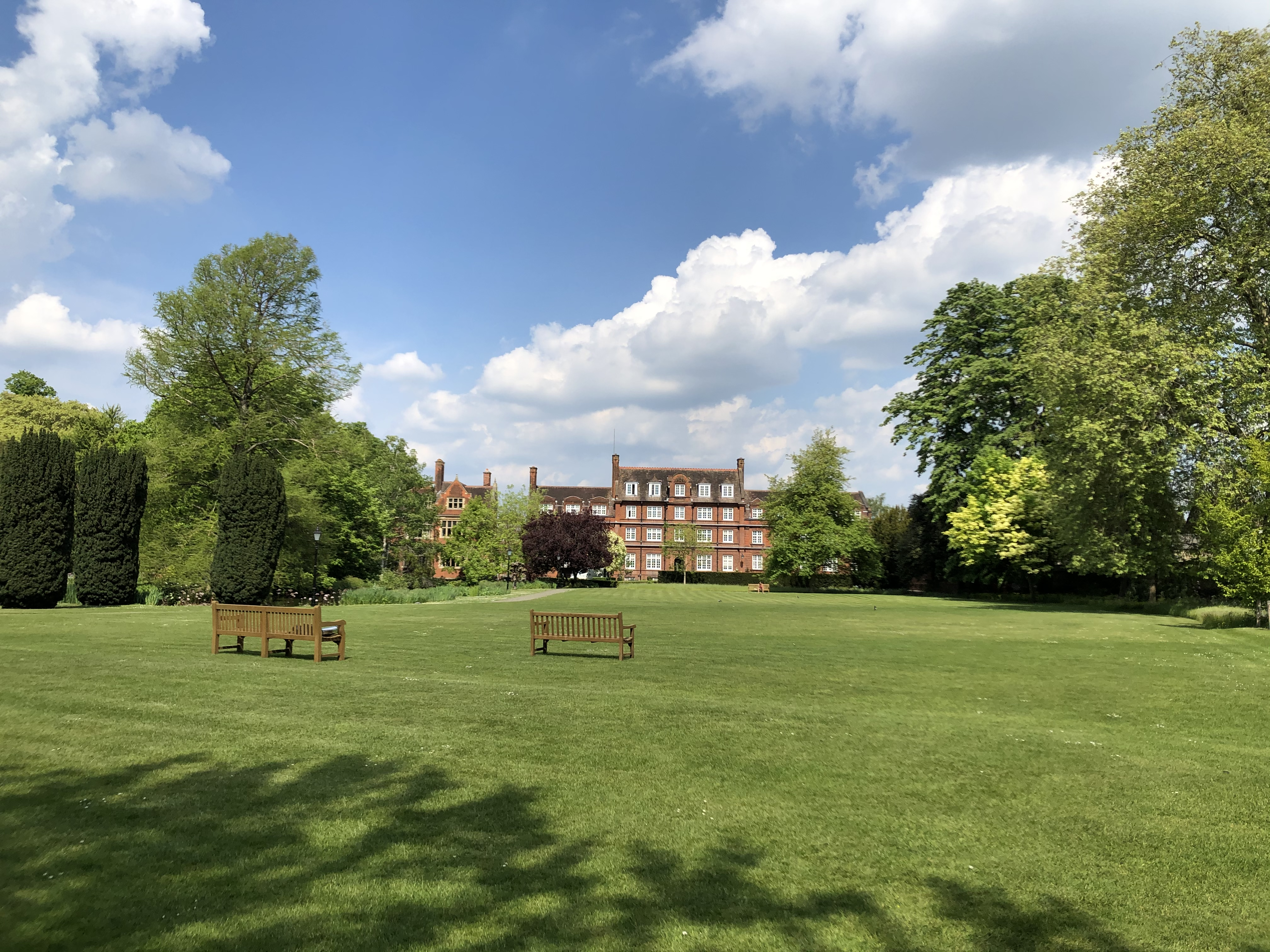
庭園
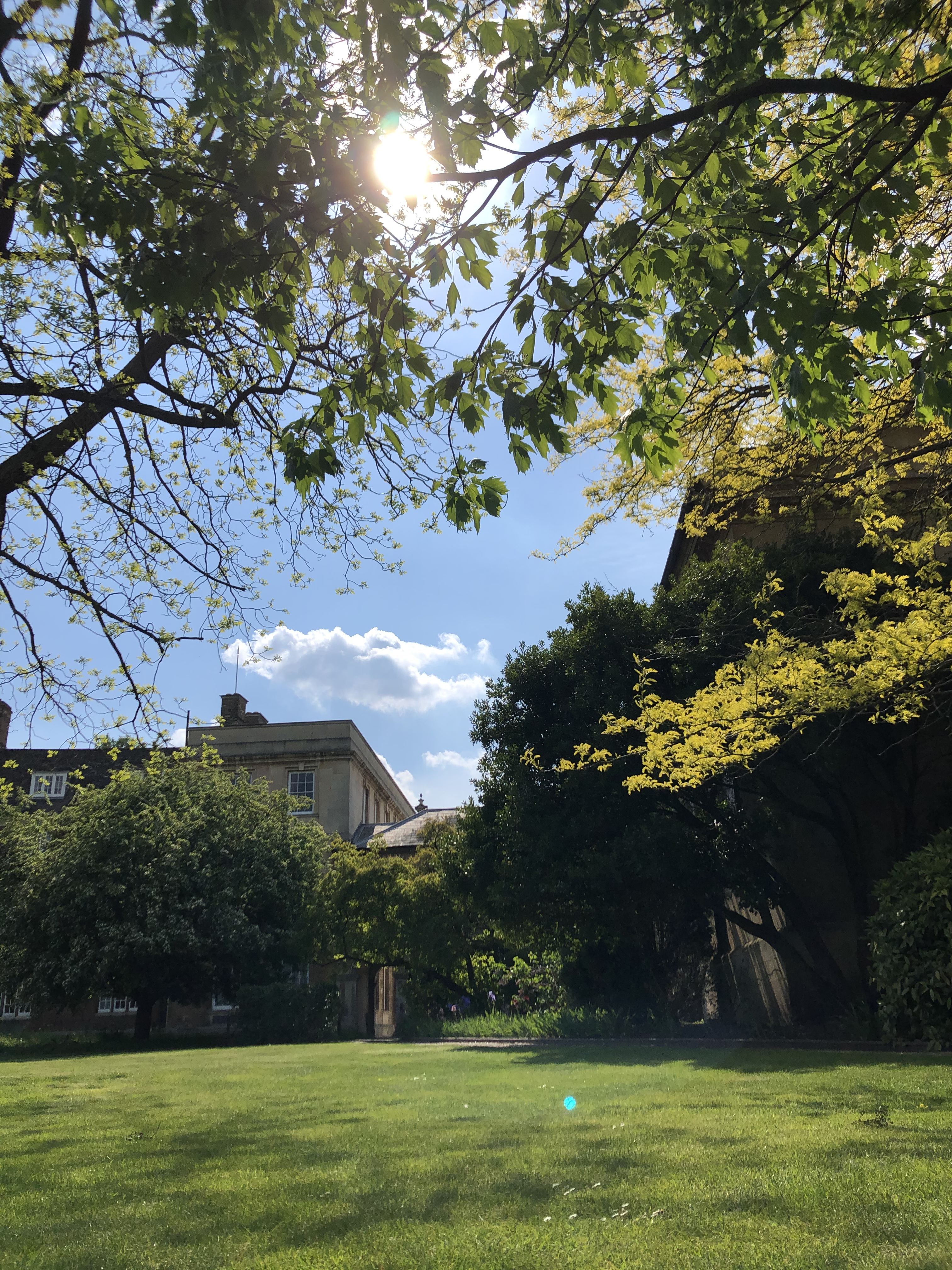

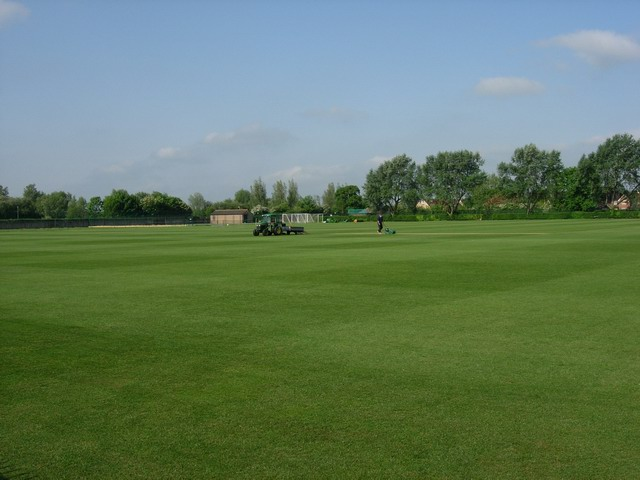
College sports grounds
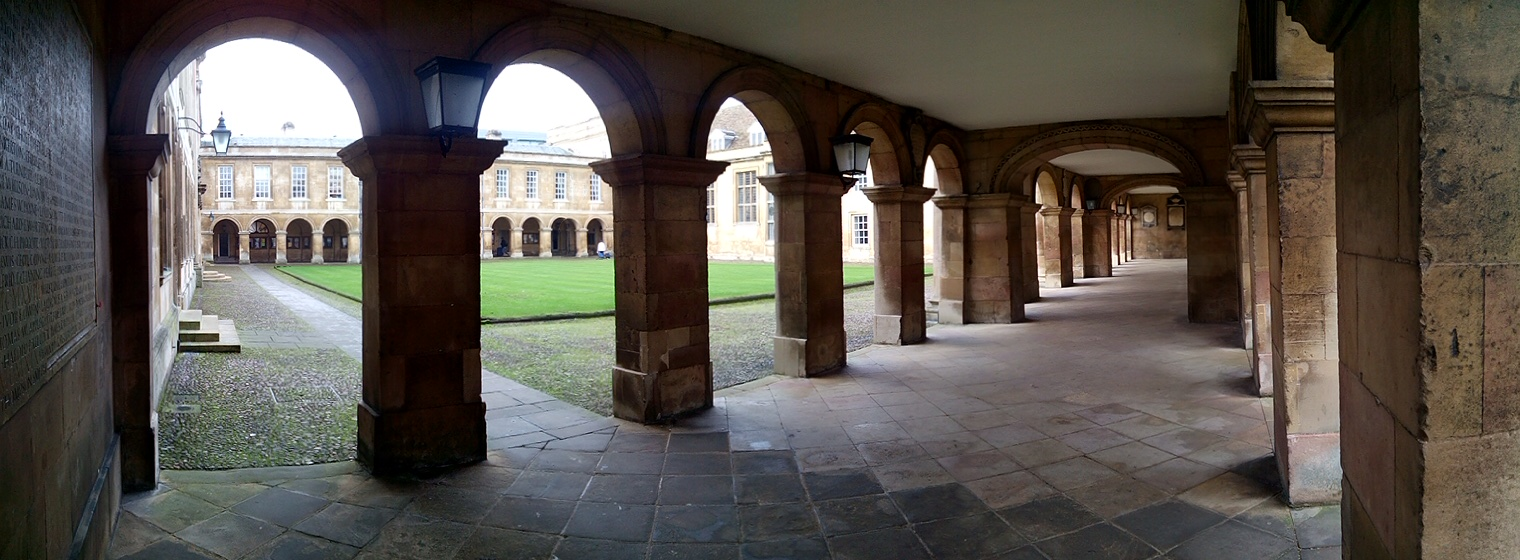
Front Court cloisters
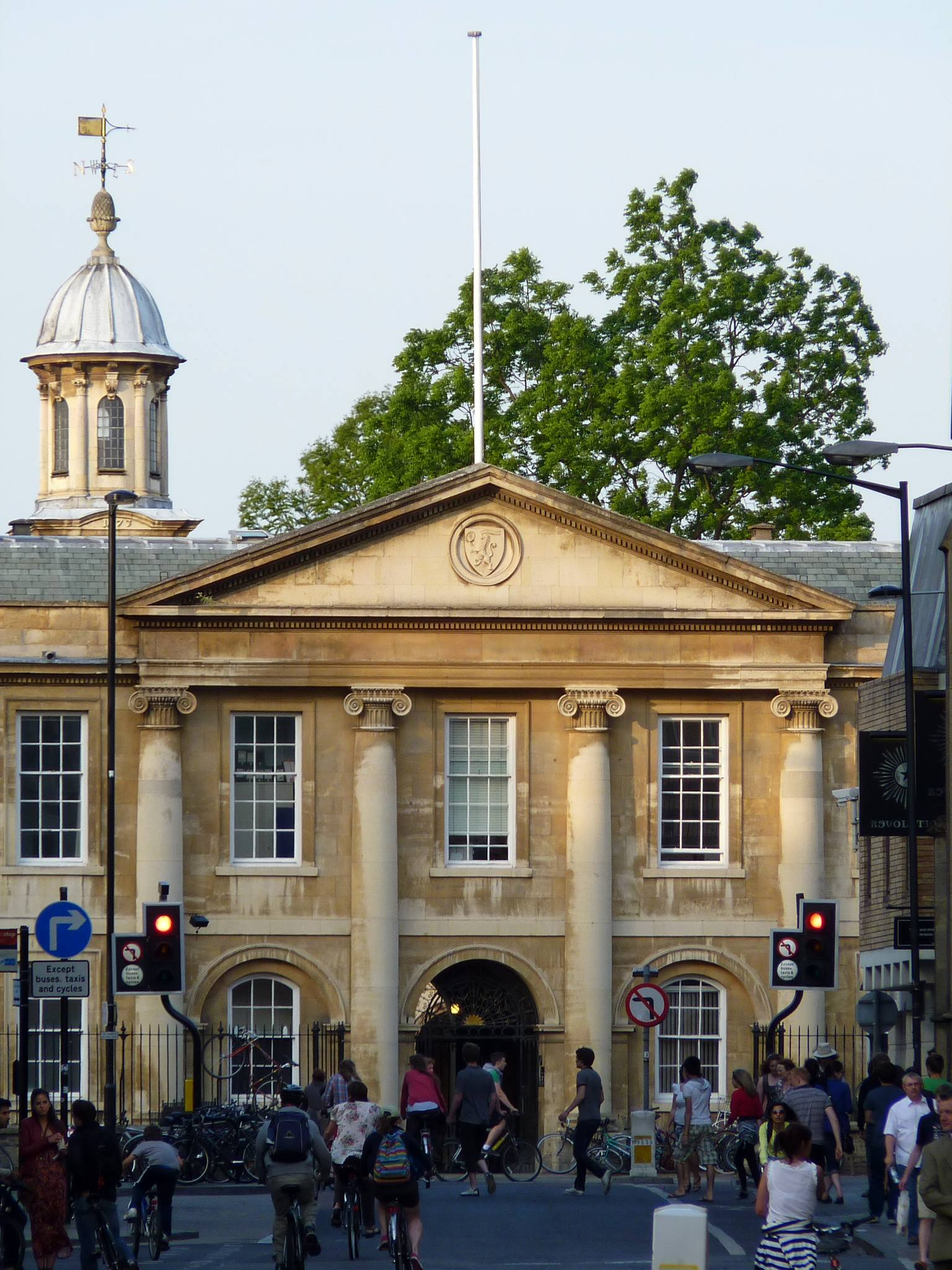
Front façade from Downing Street

## 学生生活

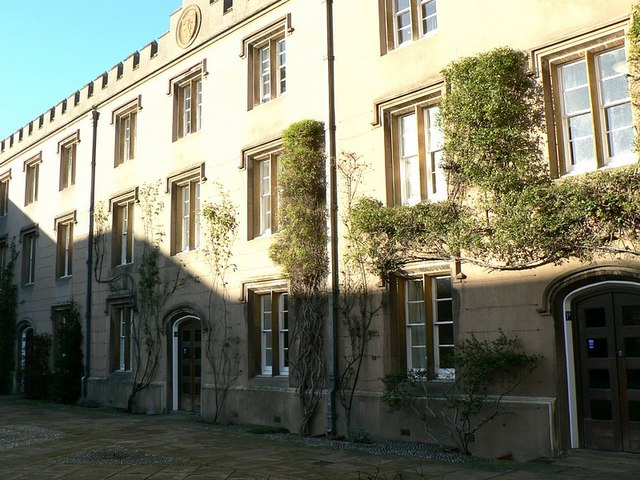
New Court which was built in 1824–25

## エマニュエル・カレッジの関係者

### 卒業生

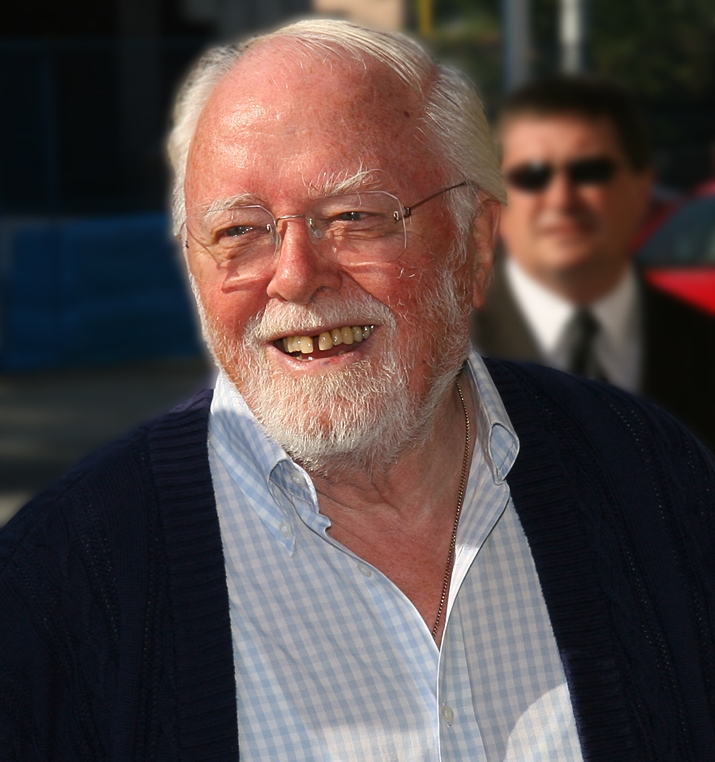
リチャード・アッテンボロー
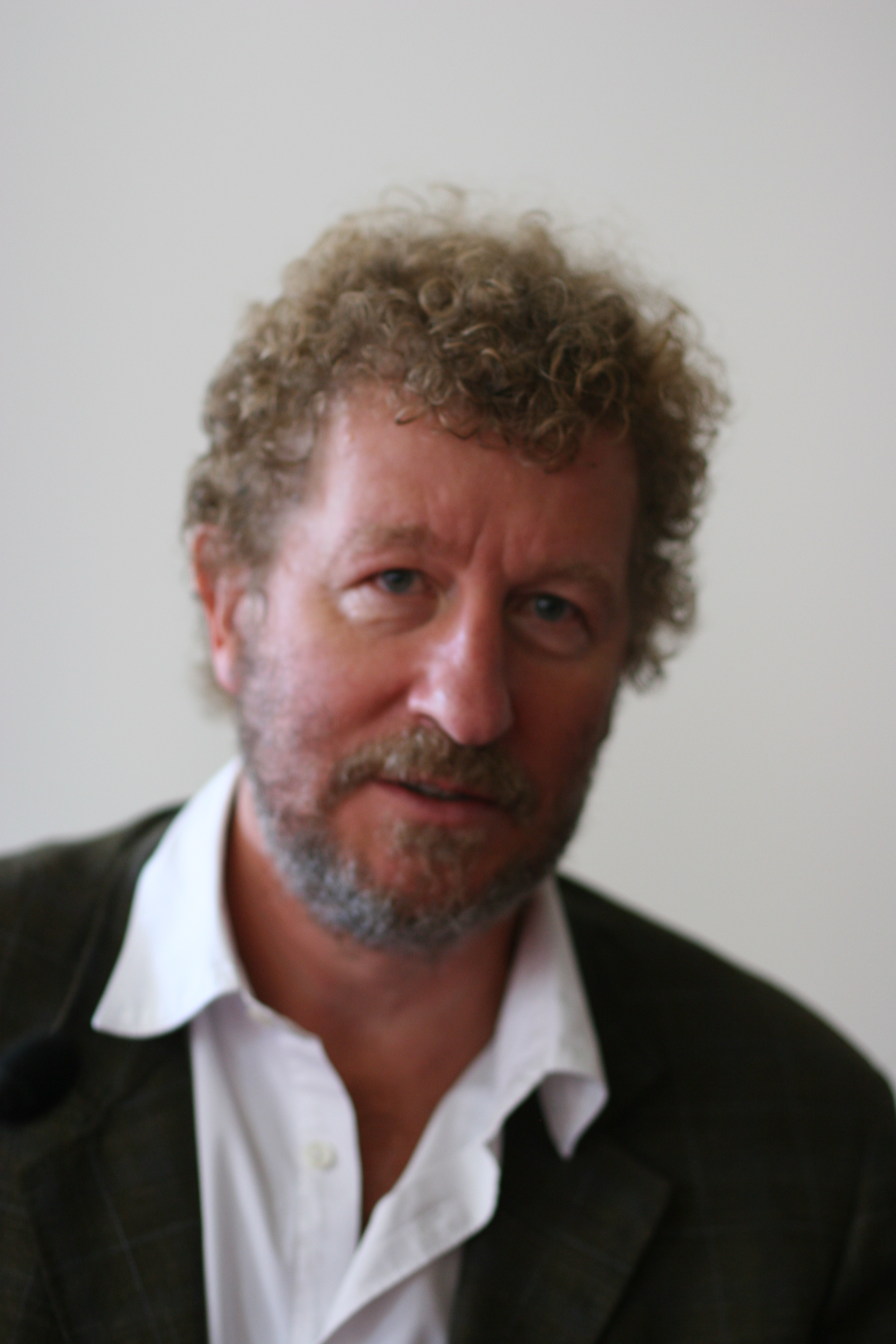
セバスチャン・フォークス
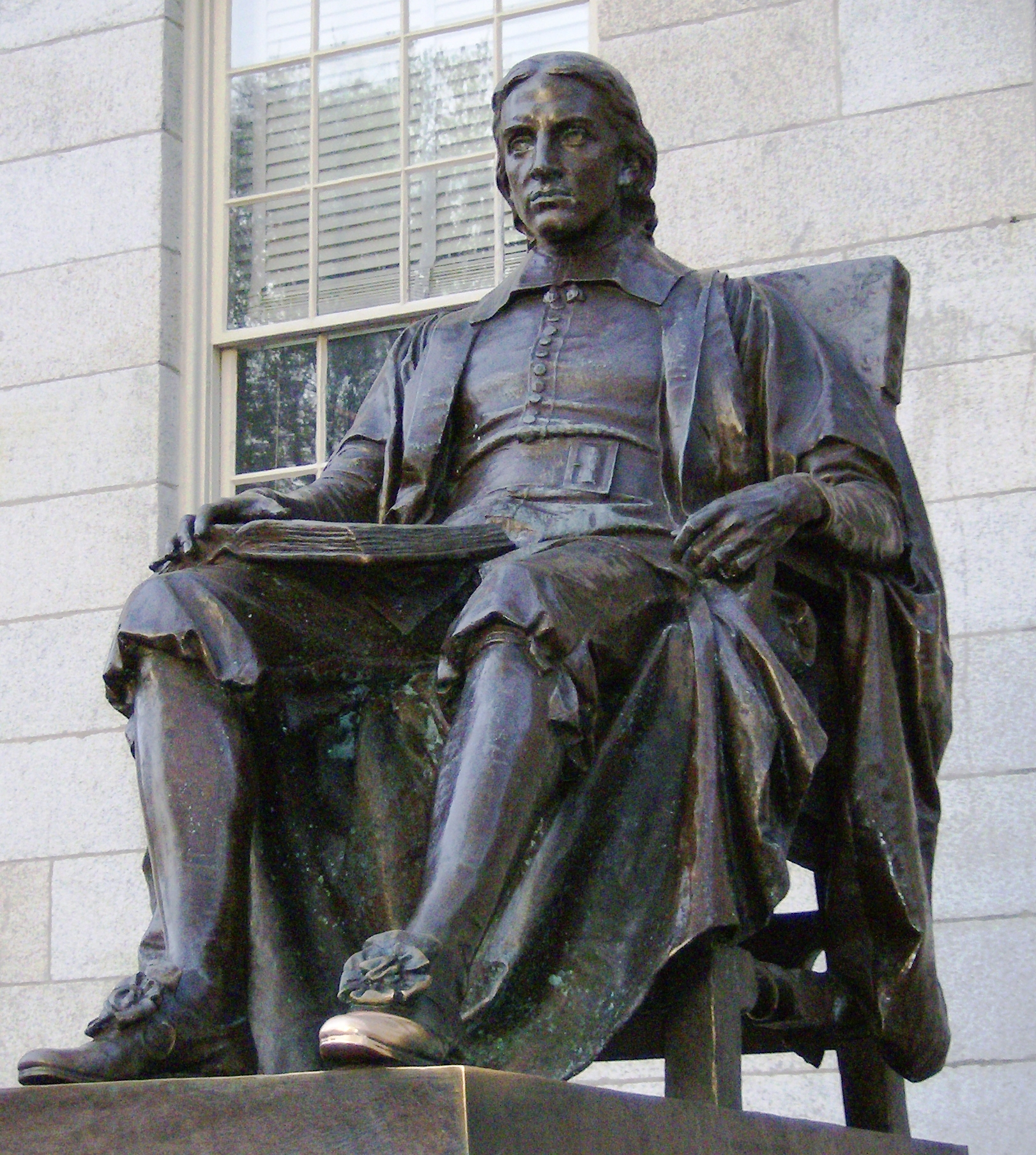
ジョン・ハーバード
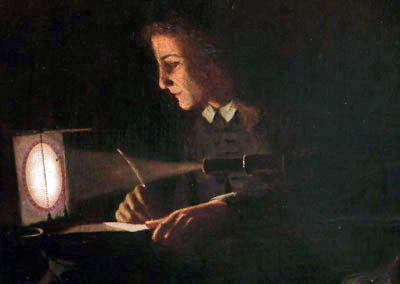
エレミア・ホロックス
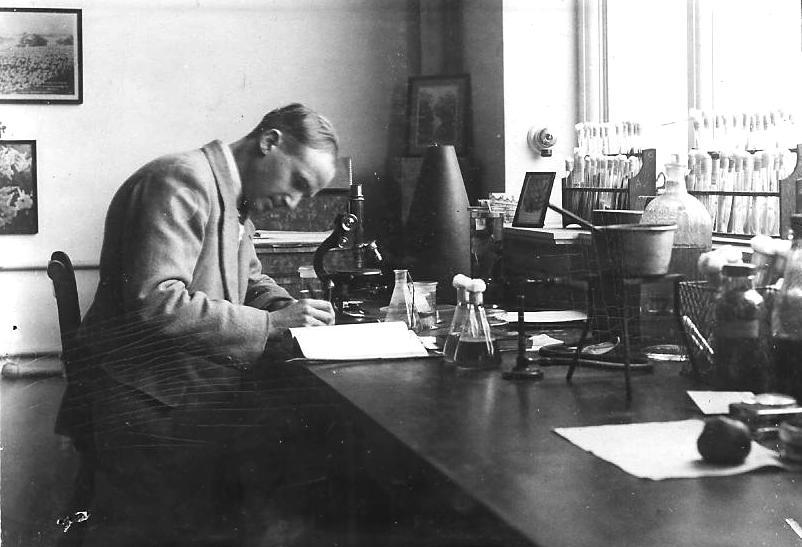
ローレンス・オギルビー
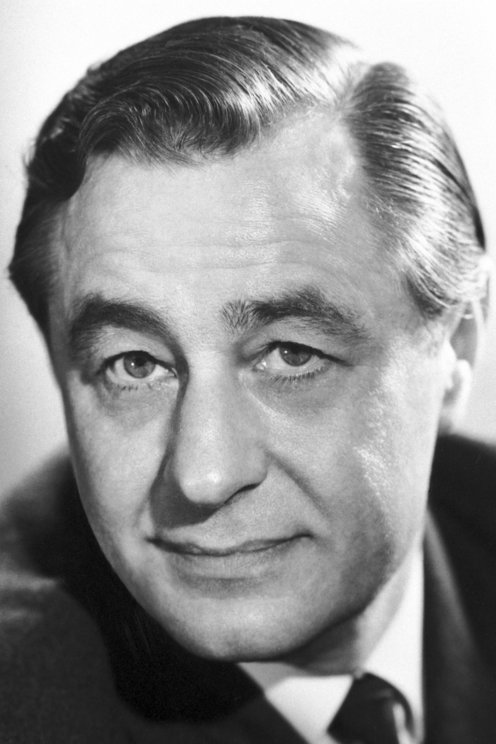
ジョージ・ポーター
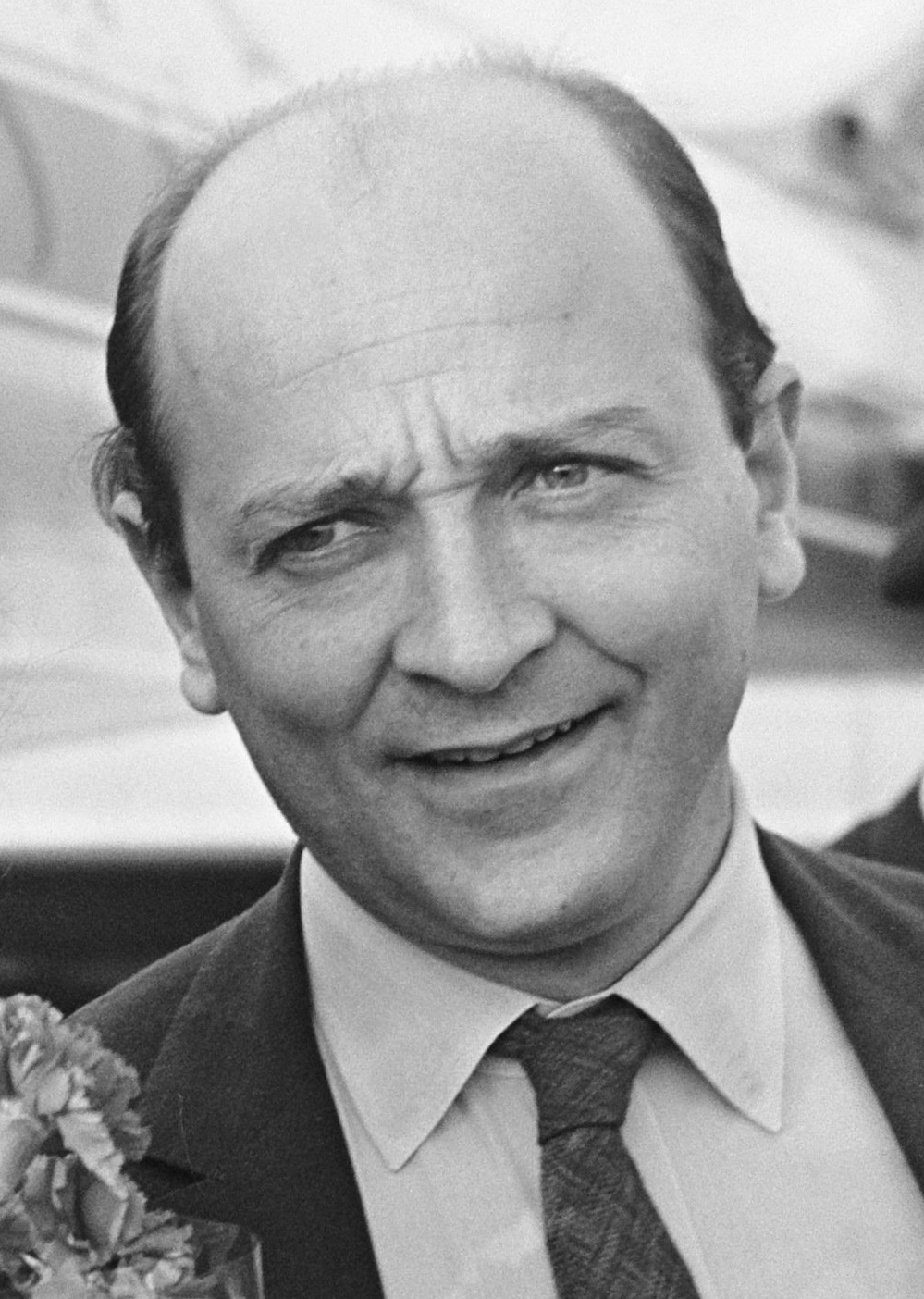
カレル・ライス
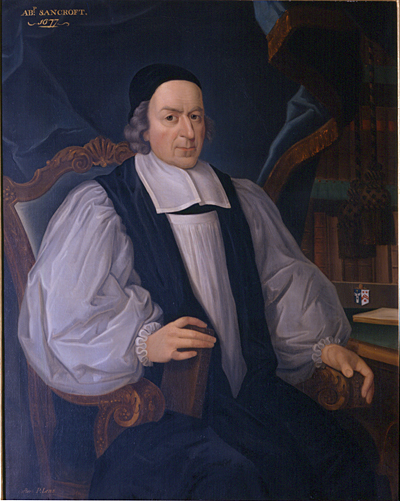
ウィリアム・サンクロフト
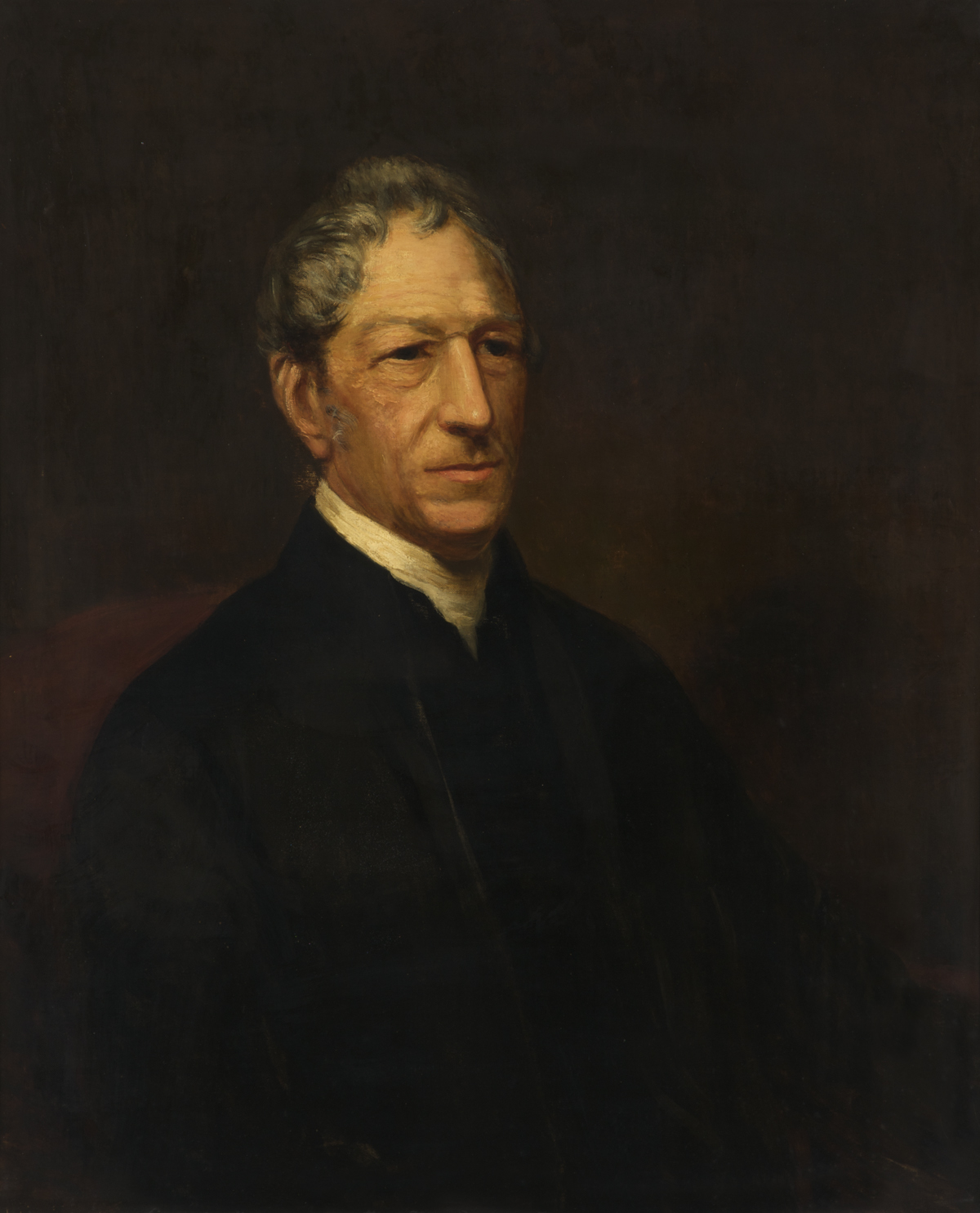
ジェームズ・スレイド
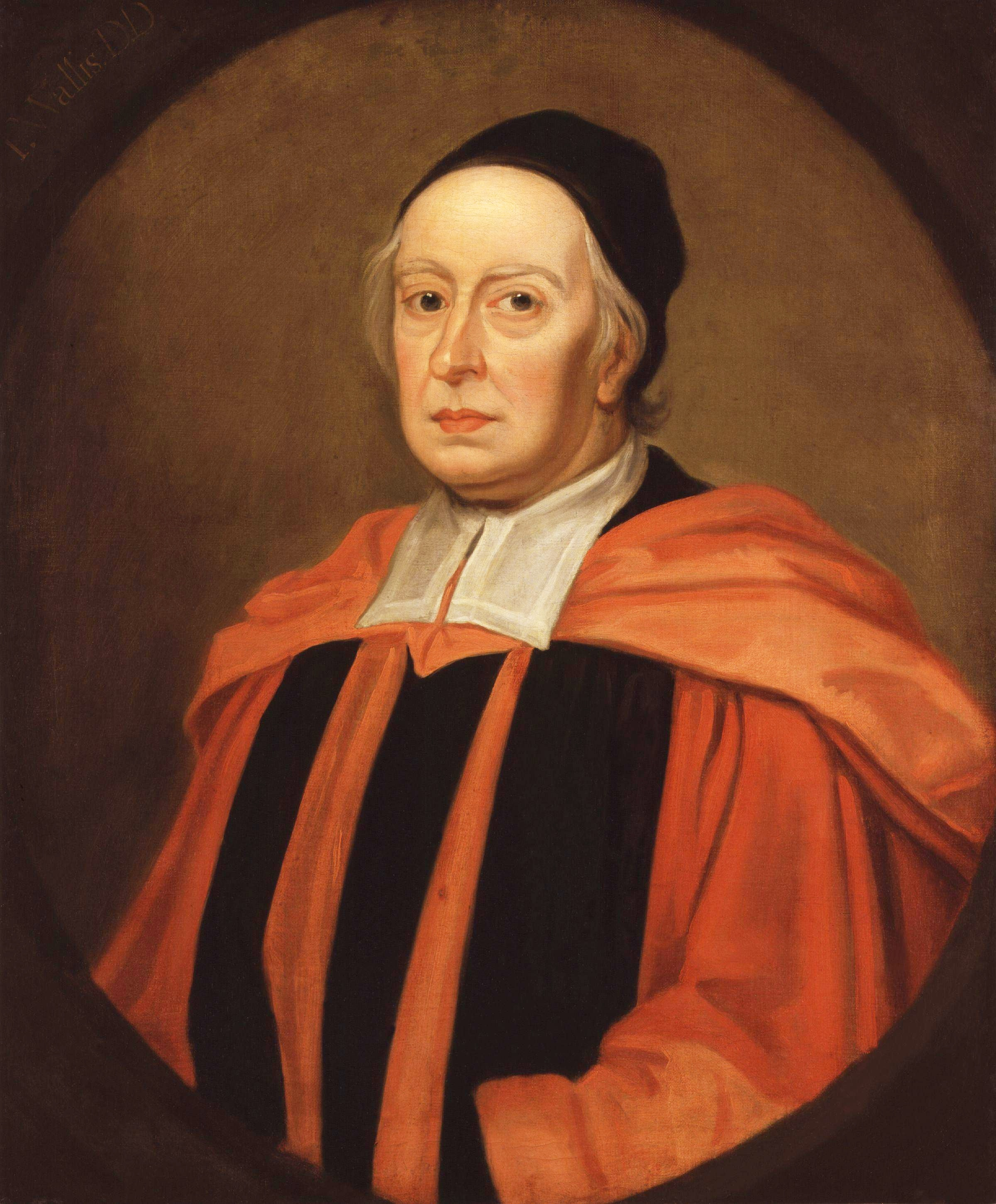
ジョン・ウォリス
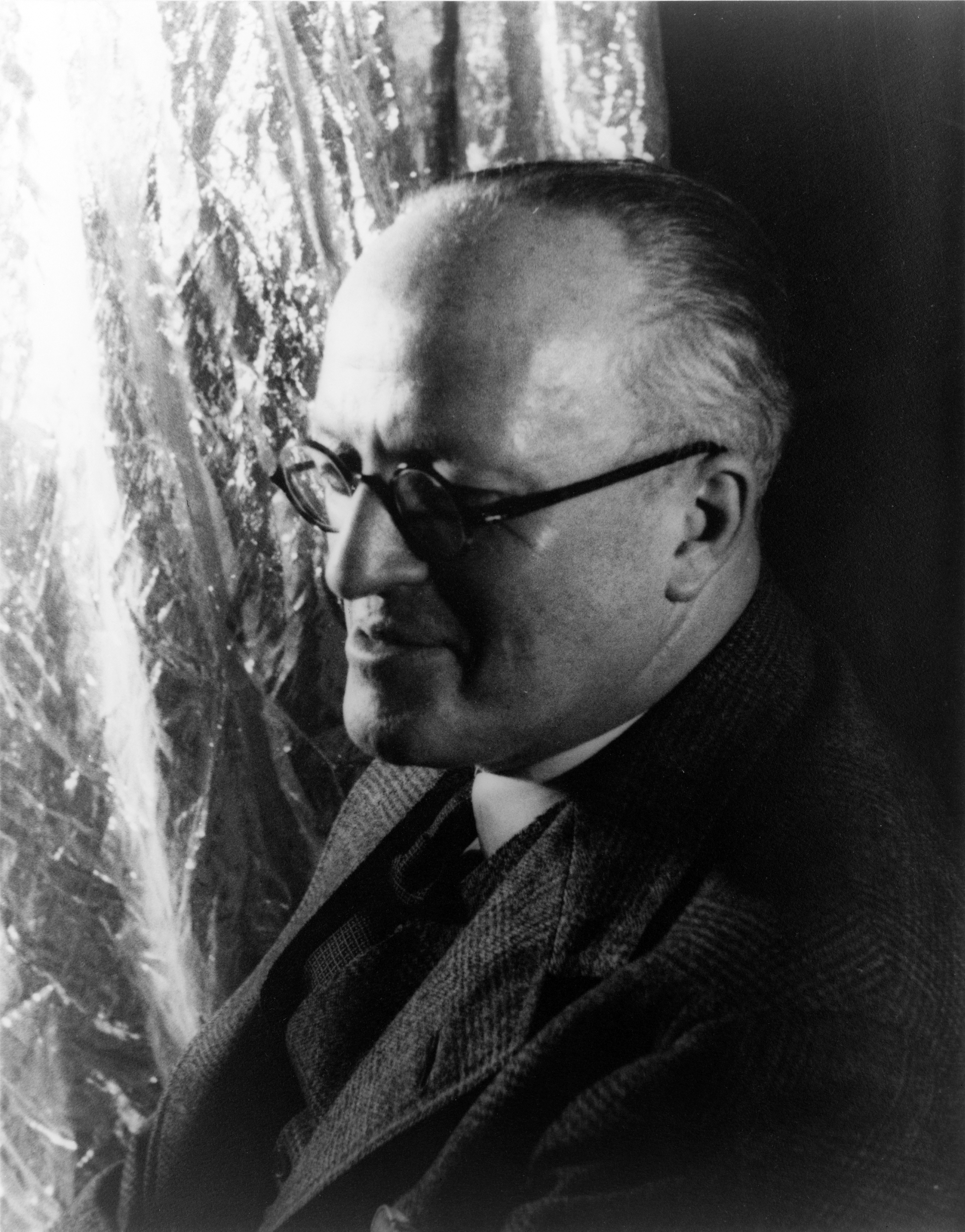
ヒュー・ウォルポール
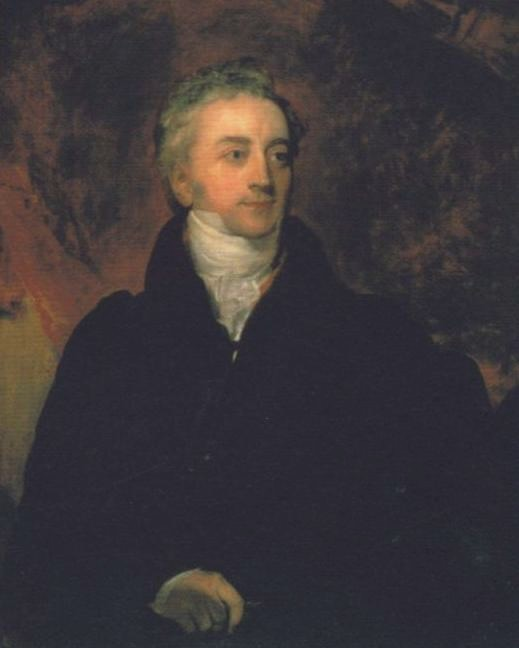
トマス・ヤング